# بحيرة الكواشرة
بحيرة الكواشرة، وهي بحيرة صناعية أنشأتها الدولة اللبنانية في منطقة عكار الشمالية.

## الإنشاء والمواصفات
هي البحيرة الوحيدة في عكار تم إنشاؤها في العام 1973 بهدف ري الأراضي الزراعية في المنطقة. تبلغ السعة التخزينية للبحيرة حوا الي 400.000 م مكعب من المياه بعد توسعتها في العام 2013، وهي تروي 100 هكتار من الأراضي الزراعية.